# Gabriel Goldschmied
Gabriel Goldschmied Rodríguez (* 22. dubna 1939 Ciudad de México) je bývalý mexický zápasník.

## Sportovní kariéra
Narodil se do rodiny maďarského žida Józsefa Goldschmieda, který ve třicátých letech dvacátého století, v období velké hospodářské krize z Maďarska (obec Szárföld) emigroval. S úpolovými sporty začínal počátkem padesátých let v Ciudad de México v tělocvičně známého mexického mistra bojových umění Daniela F. Hernándeze.
Na judo se začal specializovat počátkem šedesátých let se studiem na univerzitě UNAM. Společně se svými bratry byl zařazen do judistického tréninkového programu, který vedl japonský instruktor Tomojoši Jamaguči. V roce 1964 reprezentoval Mexiko na olympijských hrách v Tokiu ve střední váze do 80 kg. V tříčlenné základní skupině prohrál úvodní zápas před časovým limitem na ippon technikou uči-mata s Američanem Jimem Bregmanem. Ve druhém zápase porazil na praporky (hantei) Australana Petra Paige a ze druhého místa ve skupině nepostoupil do vyřazovacích bojů.
V roce 1968 se konaly olympijské hry v jeho rodném městě Ciudad de México. Mezinárodní olympijský výbor však ještě před olympijskými hrami v Tokiu judo nezařadil do programu olympijských her v roce 1968. Tuto situaci se funkcionářům IJF nepodařilo změnit.
Sportovní kariéru ukončil počátkem sedmdesátých let dvacátého století. Věnoval se trenérské a funkcionářské práci. Jeho syn José reprezentoval Mexiko na olympijských hrách v Athénách v roce 2004.

## Výsledky v judu
| Turnaj                  | 1964         | 1965         | 1966         | 1967         | 1968         | 1969         | 1970         |
| Turnaj                  | 25           | 26           | 27           | 28           | 29           | 30           | 31           |
| Turnaj                  | střední váha | střední váha | střední váha | střední váha | střední váha | střední váha | střední váha |
| ----------------------- | ------------ | ------------ | ------------ | ------------ | ------------ | ------------ | ------------ |
| Olympijské hry          | úč.          |              |              |              |              |              |              |
| Mistrovství světa       |              | úč.          |              | úč.          |              | úč.          |              |
| Panamerické hry         |              |              |              | 3.           |              |              |              |
| Panamerické mistrovství |              | 2.           |              |              | 3.           |              | ?            |
| Středoamerické a k. hry |              |              | 1.           |              |              |              | 1.           |